# 김혜선 (배우)
김혜선(한국 한자: 金慧渲, 1969년 9월 28일 ~ )은 대한민국의 배우이다.

## 학력
- 서울충무초등학교 (졸업)
- 숭의여자중학교 (졸업)
- 안양예술고등학교 연극영화과 (졸업)
- 단국대학교 연극영화학과 (졸업)

## 생애
고3때 MBC 청소년드라마 《푸른교실》에 캐스팅되며 배우로 첫발을 디뎠다. 데뷔 초 청순하고 명랑한 이미지의 하이틴 스타로 인기를 끌었다. 1988년에는 '시라카와 쇼코'(白川翔子)라는 예명을 사용하여 일본에서 활동하기도 했다. 1995년 결혼과 동시에 미국으로 이민을 갔고 3년 만인 1997년 귀국, KBS드라마 《모정의 강》으로 복귀하였다. 2003년 9월 8년간의 결혼 생활을 접었으며, 2004년 7월 네 살 연상의 사업가와 극비리에 재혼하였으나 2009년 두 번째 이혼을 하였다. 첫 남편과의 사이에서 낳은 아들과 두 번째 남편과의 사이에서 낳은 딸이 있다.

## 출연 작품

### 드라마
- 1987년 MBC 청소년드라마 《푸른교실》
- 1987년 KBS2 청춘드라마 《사랑이 꽃피는 나무》
- 1988년 MBC 대하드라마 《조선왕조 500년 - 한중록》 ... 숙의 문씨 역
- 1989년 MBC 주말연속극 《행복한 여자》 ... 여경 역
- 1990년 KBS1 대하드라마 《파천무》 ... 김종서의 애첩 설리 역
- 1991년 KBS2 미니시리즈 《가을꽃 겨울나무》
- 1991년 MBC 아침드라마 《또 하나의 행복》 ... 차문희 역
- 1991년 MBC 수요드라마 《무동이네 집》 ... 채경 역
- 1991년 KBS2 미니시리즈 《아스팔트 내 고향》 ... 기주 역
- 1992년 SBS 소설극장 《장미정원》 ... 혜란 역
- 1992년 SBS 소설극장 《관촌수필》
- 1993년 MBC 미니시리즈 《걸어서 하늘까지》 ... 임지숙 역
- 1993년 SBS 드라마스페셜 《친애하는 기타 여러분》 ... 다방마담 하순남 역
- 1993년 SBS 주말극장 《산다는 것은》 ... 홍숙표 역
- 1994년 KBS2 수목드라마 《인간의 땅》 ... 장지애 역
- 1994년 SBS 아침연속극 《행복하고 싶어요》 ... 채운희 역
- 1995년 KBS1 신년특집극 《해맞이에서 생긴 일》 ... 미란 역
- 1997년 KBS1 TV소설 《모정의 강》 ... 서명주 역
- 1998년 SBS 특별기획 《삼김시대》 ... 윤혜라 역
- 1998년 SBS 납량기획드라마 《휘파람 소리》 ... 인영/남주 역(1인 2역)
- 1998년 MBC 단막극 《MBC 베스트극장 - 숨은 얼굴 찾기》
- 1998년 KBS2 단막극 《일요베스트 - 사랑에 관한 짧은 기억》
- 1998년 SBS 일일드라마 《미우나 고우나》 ... 하나 역
- 1998년 MBC 아침드라마 《사랑을 위하여》 ... 강선경 역
- 1999년 MBC 단막극 《MBC 베스트극장 - 이혼의 기술》 ... 숙미 역
- 1999년 KBS1 TV소설 《당신》 ... 유순예 역
- 1999년 MBC 단막극 《MBC 베스트극장 - 나의 첫 번째 애인, 엄마의 마지막 애인》 ... 은지 모 역
- 1999년 MBC 광복절특집극 《미찌꼬》
- 1999년 SBS 월화드라마 《맛을 보여드립니다》 ... 순남 역
- 1999년 SBS 일요아침드라마 《달콤한 신부》
- 2000년 MBC 일일연속극 《온달 왕자들》 ... 주선미 역
- 2001년 KBS2 특별기획드라마 《명성황후》 ... 추선 역
- 2001년 SBS 주말극장 《아버지와 아들》 ... 혜숙 역
- 2002년 MBC 수목미니시리즈 《네 멋대로 해라》 ... 미선 역
- 2002년 MBC 수목미니시리즈 《리멤버》 ... 최미란 역
- 2002년 MBC 주말연속극 《맹가네 전성시대》 ... 유정화 역
- 2002년 KBS2 아침드라마 《여고 동창생》 ... 서민정 역
- 2003년 SBS 추석특집극 《앙숙》 ... 연희 역
- 2003년 MBC 특별기획드라마 《대장금》 ... 장금의 모, 박명이 역
- 2004년 MBC 수목미니시리즈 《천생연분》 ... 석구의 누나 역
- 2004년 KBS2 주말연속극 《애정의 조건》 ... 미선 역
- 2004년 MBC 일일연속극 《왕꽃 선녀님》 ... 부용화 역
- 2004년 SBS 광복60년 대하드라마 《토지》 ... 공월선 역
- 2005년 SBS 금요드라마 《다이아몬드의 눈물》 ... 은애령 역
- 2006년 KBS2 주말연속극 《소문난 칠공주》 ... 나덕칠 역
- 2007년 SBS 특별기획 《조강지처 클럽》 ... 한복수 역
- 2009년 MBC 일일연속극 《밥 줘》 ... 조영심 역
- 2010년 MBC 창사49주년 특별기획드라마 《동이》 ... 정 상궁 역
- 2010년 MBC 주간드라마 《처방의 고수》
- 2011년 SBS 특별기획 《신기생뎐》 ... 한순덕 역
- 2011년 MBC 월화특별기획드라마 《계백》 ... 을녀 역
- 2011년 SBS 주말극장 《내일이 오면》 ... 김순정 역
- 2011년 SBS 추석특집드라마 《위대한 선물》 ... 형수 역
- 2012년 MBC 창사51주년 특별기획드라마 《마의》 ... 인선왕후 역
- 2012년 KBS1 일일연속극 《힘내요 미스터 김》 ... 홍해숙 역
- 2013년 KBS2 TV소설 《은희》 ... 한정옥 역
- 2013년 JTBC 미니시리즈 《그녀의 신화》 ... 우도영 역
- 2013년 KBS1 일일연속극 《사랑은 노래를 타고》 ... 윤지영 역
- 2014년 SBS 아침연속극 《청담동 스캔들》 ... 강복희 역
- 2015년 KBS2 주말연속극 《파랑새의 집》 ... 이정애 역
- 2015년 MBC 드라마넷 금토드라마 《나의 유감스러운 남자친구》 ... 지나 모 역
- 2016년 SBS 주말드라마 《우리 갑순이》 ... 여시내 역
- 2017년 MBC 아침드라마 《훈장 오순남》 ... 용선주 역
- 2017년 SBS 특별기획 《브라보 마이 라이프》 ... 최민경 역
- 2018년 MBC 일일연속극 《비밀과 거짓말》 ... 한주원 역
- 2019년 SBS 아침연속극 《수상한 장모》 ... 왕수진 역
- 2019년 MBC 아침드라마 《모두 다 쿵따리》 ... 다방 여자 역(19회, 우정출연)
- 2021년 KBS2 주말드라마 《오케이 광자매》 ... 오탱자 역
- 2022년 TV조선 토일드라마 《빨간풍선》 ... 고금아 역
- 2024년 KBS2 주말드라마 《미녀와 순정남》 ... 홍애교 역

### 영화
- 1986년 《춤추는 딸》
- 1987년 《북치는 여자》
- 1988년 《그대 원하면》 ... 기연 역
- 1989년 《발바리의 추억》 ... 미나 역
- 1991년 《토끼를 태운 잠수함》 ... 김미아 역
- 1992년 《복수혈전》 ... 인혜 역
- 1992년 《아들과 연인》 ... 가희 역
- 1993년 《참견은 노 사랑은 오예》 ... 최 선생 역
- 1993년 《화엄경》 ... 이련 역
- 1994년 《키스도 못하는 남자》 ... 도도혜 역
- 2006년 《어느날 갑자기 네 번째 이야기 - 죽음의 숲》 ... 김선아 역(우정출연)
- 2009년 《러스티 와이프》
- 2011년 《완벽한 파트너》 ... 명희숙 역

### CF
- 1984년 롯데제과 빠다 코코낫
- 1985년 정식품 우리안
- 1985년 후지카(대원전기, 팬히터)
- 1985년 CJ제일제당 다시다(Feat. 김혜자, 주현)
- 1986년 ~ 1987년 롯데푸드(구구, 대롱대롱, 빵빠레, 쑥떡맛바, 띵호바, 아맛나, 사각바, 스타바, 설까치, 베테랑, 자이안트골드 등)
- 1990년 인디에프 조이너스
- 1991년 삼성전자 바이오 냉장고 "청"(Feat. 홍요섭)
- 1991년 롯데제과 롯데 커피 한 잔
- 1991년 ~ 1992년 롯데제과 몽쉘통통
- 1992년 삼성전자 하이폰 유무선 복합 전화기
- 1993년 ~ 1994년 신세계백화점
- 1994년 한국화장품 쥬단학

### 뮤직비디오
- 2010년 미스터 팡 - 누나 한잔해

## 홍보대사
- 2001년 한민족복지재단 홍보대사
- 2005년 남양주시 홍보대사
- 2007년 대구지방경찰청 명예경찰관 경사
- 2015년 월드쉐어 홍보대사
- 2017년 성심보육원 홍보대사
- 2017년 한국입양홍보회 홍보대사

## 같이 보기
- 대장금